# Richard Graham (piłkarz)
Richard Graham (ur. 14 stycznia 1976) – guamski piłkarz występujący na pozycji obrońcy,  reprezentant Guamu.
Podczas eliminacji do Mistrzostw Świata w 2002 roku, Graham reprezentował Guam w dwóch meczach; w pierwszym pojedynku, Guam przegrał z reprezentacją Iranu 0–19, natomiast w spotkaniu rewanżowym, reprezentacja ta ponownie przegrała, tym razem 0–16. Jak się później okazało, była to jedyna większa impreza, w której Graham miał okazję reprezentować barwy narodowe.